# وهگیک
وهگیک یا سال ناقصه نام سالی بود که یک ماه اضافی داشت.
سال سیار ایرانی در گاه‌شماری زرتشتی درست ۳۶۵ روز حساب می‌شد و هر سال یک ربع روز و در حدود شش ساعت اضافه را محسوب نمی‌کردند. بدین ترتیب در هر چهار سال یک روز افزوده می‌شد که آن روز را اورداد یعنی روز زیادی می‌نامیدند یا طی ۱۲۰ سال یک ماه جلو می‌رفت و چنین سالی را که یک ماه اضافه داشت وهگیک می‌نامیدند و این سالی است که منجمان اسلامی سال ناقصه نامیدند. در مثل در صد و بیست سال نخست، دو ماه فروردین و در صد و بیست سال دوم، دو ماه اردیبهشت تا آخر بر قرار می‌کردند.